# Dange
Das Dange, auch Dagne oder Daughi genannt, ist ein Schild aus Indonesien.

## Beschreibung
Das Dange besteht in der Regel aus Holzstäben, die mit Seilen zu einem Rahmen zusammengebunden sind. Zehn Querstreben sorgen für die nötige Stabilität. Die Außenseite wird mit Leder oder Baumrinde überzogen. Die beiden Griffe, die auf der Mittellinie des Schildes angebracht sind, bestehen aus Holz und sind leicht bogenförmig gearbeitet. Die beiden Enden des Schildes laufen stumpf zu. Das Dange wird mit menschlichen Haarbüscheln oder auch mit traditionellen Malereien verziert. Es hat große Ähnlichkeit mit dem Kliau aus Kalimantan. Es wird von Ethnien von der Nias-Insel benutzt.